# Marco Ilsø
Marco Ilsø (Copenaghen, 29 settembre 1994) è un attore danese.

## Biografia
Nasce a il 29 settembre 1994 da Finn Ilsø ed Else Ilsø Larsen, suo fratello è il calciatore Ken Ilsø.

## Carriera
Il suo primo ruolo da attore è stato a 14 anni, interpretando il protagonista in 24 episodi di Mikkel og guldkortet.
Dalla stagione 4, ha interpretato Hvitsärk in Vikings .

## Filmografia parziale

### Cinema
- Rebounce (Frit fald), regia di Heidi Maria Faisst (2011)
- The Absent One - Battuta di caccia (Fasandræberne), regia di Mikkel Nørgaard (2014)
- The Model, regia di Mads Matthiesen (2016)

### Televisione
- Mikkel og guldkortet - serie televisiva (2008)
- Vikings - serie televisiva (2016–2020)
- Warrior - La guerra in casa - serie televisiva (2018)